# ワードウルフ
「ワードウルフ」は、川崎晋により2003年に考案され、2012年に発表されたワードゲーム。

## ルール
プレイヤーにはそれぞれ、会話のテーマとなる単語が書かれたカードが秘密裏に配られる。1人を除く全員には同じ単語が書かれたカードが配られ、残りの1人（この1人を「ワードウルフ」と呼ぶ）にはその単語と共通点や類似性のある別の単語が配られる。例えば、5人で行うゲームにおいて、4人には「うどん」、1人には「そば」が配られたとすると、「そば」を配られたプレイヤーがワードウルフになる。
プレイヤーは全員で、決められた時間だけ、指定された単語に関する会話を行う。ただしこのとき、自分に配られた単語が何であるかについては明かさないものとする。

決められた時間が過ぎたら、誰がワードウルフであるか全員で投票を行う。ワードウルフが最多投票を集めた場合はワードウルフの負け（残りのプレイヤー全員の勝ち）、そうでなければワードウルフの勝ちとなる。ただし、広く採用されているオプションルールでは、ワードウルフが最多投票を集めた場合、ワードウルフには他のプレイヤーに配られた単語が何であったか推理し宣言する機会が1回だけ与えられる。推理が正しかった場合はワードウルフの勝ちとなる。
汝は人狼なりや?の流れを汲むゲームだが、汝は人狼なりや?の系統の多くのゲームと異なり、自分がワードウルフか否か知らない状態でゲームが始まるため、プレーの中で自らがいずれの陣営に属するのかを探り当てることが要求される。

## 歴史
川崎晋のウェブログで2003年11月5日に原型となるアイデアが投稿され、同年11月28日にルールの形に整備されたものが再投稿されている。ただし、この時点でのルールは、2012年以降のものとは差異がある。
その後、改良されゲームサークル等で遊ばれていたものが、2012年10月、書籍へのルールの収録という形で商業出版される。商業出版としてはこれが初出であり、このことから、本作の出版年は2012年として扱われる場合が多い。
2015年後半頃より、ワードウルフをプレイするためのスマートフォンアプリが公開され始める。
2019年に川崎自身がパッケージ版を個人出版。
2020年4月25日に幻冬舎エデュケーションがパッケージ版を出版。2023年1月現在、カードゲームとしての「ワードウルフ」の商標（28類）は幻冬舎が保有している。

## 註と出典
1. ↑  川崎については、NPO法人シブヤ大学のウェブページ https://www.shibuya-univ.net/professor/detail/1451/ (2023年1月23日閲覧) 等を参照。
2. ↑  Wayback Machine で参照可能。 https://web.archive.org/web/20040222034143/http://d.hatena.ne.jp/soba8/200311
3. ↑  「ワードウルフ対それ以外」の二陣営ゲームではなく、ワードウルフを最初に当てた1人のプレイヤーが勝者となる形式だった。また、単語について自由に会話するのではなく、単語から連想したコメントを順番に述べていく方式を採っていた。https://web.archive.org/web/20040222034143/http://d.hatena.ne.jp/soba8/200311 参照
4. ↑  すごろくや『大人が楽しい 紙ペンゲーム30選』スモール出版、2012年10月30日、52頁。ISBN 9784905158073。
5. ↑  例えば『ボドゲーマ』https://bodoge.hoobby.net/games/word-wolf (2023年1月12日閲覧) では「発売時期：2012年～」となっている。
6. ↑  2023年1月現在入手可能なもののなかで早期の例として、初版2015年公開の Canvas soft『ワードウルフ(ワード人狼)』https://apps.apple.com/jp/app/%E3%83%AF%E3%83%BC%E3%83%89%E3%82%A6%E3%83%AB%E3%83%95-%E3%83%AF%E3%83%BC%E3%83%89%E4%BA%BA%E7%8B%BC/id1060638530 がある。ただし、2023年1月現在、このアプリの紹介文には川崎の名がクレジットされていない。紹介文に川崎の名がクレジットされているものとしては、初版2017年公開の Qdan inc.『ワードウルフ決定版【新・人狼ゲーム】ワード人狼アプリ』https://apps.apple.com/jp/app/%E3%83%AF%E3%83%BC%E3%83%89%E3%82%A6%E3%83%AB%E3%83%95%E6%B1%BA%E5%AE%9A%E7%89%88-%E6%96%B0-%E4%BA%BA%E7%8B%BC%E3%82%B2%E3%83%BC%E3%83%A0-%E3%83%AF%E3%83%BC%E3%83%89%E4%BA%BA%E7%8B%BC%E3%82%A2%E3%83%97%E3%83%AA/id1222278363 がある。2023年1月現在、インターネット上広告スペース貸与サービス（35類）としての「ワードウルフ」の商標は佐藤一希が取得しており、この佐藤一希は株式会社Qdan代表の佐藤一希 (https://prtimes.jp/main/html/searchrlp/company_id/108704) と同一人物と考えられる。
7. ↑  この個人出版パッケージ版の商品を紹介しているウェブサイトとしては、例えば https://jellyjellycafe.com/games/wordwolf (2023年1月12日閲覧) など。
8. ↑  幻冬舎エデュケーションによる商品紹介ページは https://www.gentosha-edu.co.jp/book/b506749.html (2023年1月12日閲覧）、作者による紹介ページは https://www.kawasakifactory.com/word-wolf-20 (2023年1月12日閲覧)。